# Соколівська сільська рада (Васильківський район)
| Соколівська сільська рада — орган місцевого самоврядування у Васильківському районі Київської області з адміністративним центром у с. Соколівка. Водоймища на території, підпорядкованій даній раді: р. Протока. Сільській раді підпорядковані населені пункти: - с. Соколівка |

## Склад ради
Рада складається з 12 депутатів та голови.

### Керівний склад ради
| ПІБ                             | Основні відомості                                                 | Дата обрання | Дата звільнення |
| ------------------------------- | ----------------------------------------------------------------- | ------------ | --------------- |
| Безпрозваний Леонід Євдокимович | Сільський голова, 1954 року народження, освіта                    | 26.03.2006   | 31.10.2010      |
| Безпрозваний Леонід Євдокимович | Сільський голова, 1954 року народження, освіта вища, безпартійний | 31.10.2010   |                 |
| Безпрозваний Леонід Євдокимович | Сільський голова, 1954 року народження, освіта вища, безпартійний | 31.10.2010   |                 |

Примітка: таблиця складена за даними джерела